# Societatea de Antropologie din Paris
Societatea de Antropologie din Paris (franceză Société d’Anthropologie de Paris) este o societate științifică fondată în 1859 de către Paul Broca, și recunoscută de utilitate publică  printr-un decret din 21 iunie 1864. Societatea are ca scop studiul istoriei naturale a omului, adică originea și diversitatea biologică a speciei umane. 

## Membri celebri
- Paul Bert
- Paul Broca
- Louis-Adolphe Bertillon
- Joseph Anténor Firmin
- Abel Hovelacque
- Gustave Lagneau
- Piotr Lavrovici Lavrov (1823- 1900, filozof rus)
- Gustave Le Bon (membru între 1879 - 1888)
- Clémence Royer
- André Sanson
- Paul Topinard
- Leopoldo Batres